# Olympische Sommerspiele 1936/Radsport – Mannschaftsverfolgung Bahn (Männer)
Die 4000-m-Mannschaftsverfolgung der Männer im Bahnradsport bei den Olympischen Spielen 1936 in Berlin fand vom 6. bis 8. August im Olympischen Radstadion statt. Olympiasieger wurde die französische Mannschaft mit Robert Charpentier, Jean Goujon, Guy Lapébie und Roger Le Nizerhy.

## Ergebnisse

### 1. Runde
Die acht Mannschaften mit der besten Zeit qualifizierten sich für die zweite Runde. Bulgarien trat in einem Lauf ohne Gegner an. Italien (Lauf 1), Dänemark (Lauf 3), und das Deutsche Reich (Lauf 6) stellten in ihren Läufen stets einen neuen olympischen Rekord auf, bevor dieser von Frankreich (Lauf 7) eingestellt wurde. Die Niederländer waren in ihrem Lauf kurz davor die US-amerikanische Mannschaft einzuholen, als zwei Niederländer stürzten.
| Rang | Lauf | Nation             | Athleten                                                                                | Zeit       | Anmerkung                    |
| ---- | ---- | ------------------ | --------------------------------------------------------------------------------------- | ---------- | ---------------------------- |
| 1    | 7    | Frankreich         | Robert Charpentier Jean Goujon Guy Lapébie Roger Le Nizerhy                             | 4:41,8 min | Qualifiziert für Runde 2, OR |
| 2    | 6    | Deutsches Reich    | Erich Arndt Heinz Hasselberg Heiner Hoffmann Karl Klöckner                              | 4:48,6 min | Qualifiziert für Runde 2     |
| 3    | 3    | Dänemark           | Karl August Magnussen Erik Friis Helge Jacobsen Hans Christian Nielsen Arne W. Pedersen | 4:49,4 min | Qualifiziert für Runde 2     |
| 4    | 1    | Königreich Italien | Bianco Bianchi Mario Gentili Armando Latini Severino Rigoni                             | 4:49,6 min | Qualifiziert für Runde 2     |
| 5    | 7    | Großbritannien     | Harry Hill Ernest Johnson Charles Thomas King Ernest Mills                              | 4:50,0 min | Qualifiziert für Runde 2     |
| 6    | 2    | Belgien            | Jean Alexandre Frans Cools Auguste Garrebeek Armand Putzeyse                            | 4:54,0 min | Qualifiziert für Runde 2     |
| 7    | 3    | Schweiz            | Walter Richli Ernst Fuhrimann Albert Kägi Werner Wägelin                                | 4:56,4 min | Qualifiziert für Runde 2     |
| 8    | 2    | Ungarn             | István Liszkay Miklós Németh László Orczán Ferenc Pelvássy                              | 4:57,8 min | Qualifiziert für Runde 2     |
| 9    | 1    | Kanada             | Lionel Coleman George Crompton Bob McLeod George Turner                                 | 4:58,4 min |                              |
| 10   | 6    | Österreich         | Josef Genschieder Josef Moser Karl Schmaderer Karl Wölfl                                | 5:02,2 min |                              |
| 11   | 5    | Vereinigte Staaten | Albert Byrd William Logan Charles Morton John Sinibaldi                                 | 5:07,4 min |                              |
| 12   | 4    | Bulgarien          | Marin Nikolow Bogdan Yanchev Georgi Welinow Sawa Gertschew                              | 5:10,4 min |                              |
| 13   | 5    | Niederlande        | Chris Kropman Adrie Zwartepoorte Ben van der Voort Gerrit van Wees                      | DNF        |                              |

### 2. Runde
Die vier zeitschnellsten Mannschaften qualifizierten sich für das Halbfinale.
| Rang | Lauf | Nation             | Athleten                                                                                | Zeit       | Anmerkung                       |
| ---- | ---- | ------------------ | --------------------------------------------------------------------------------------- | ---------- | ------------------------------- |
| 1    | 1    | Frankreich         | Robert Charpentier Jean Goujon Guy Lapébie Roger-Jean Le Nizerhy                        | 4:47,2 min | Qualifiziert für das Halbfinale |
| 2    | 4    | Königreich Italien | Bianco Bianchi Mario Gentili Armando Latini Severino Rigoni                             | 4:47,4 min | Qualifiziert für das Halbfinale |
| 3    | 4    | Großbritannien     | Harry Hill Ernest Johnson Charles Thomas King Ernest Mills                              | 4:51,0 min | Qualifiziert für das Halbfinale |
| 4    | 2    | Deutsches Reich    | Erich Arndt Heinz Hasselberg Heiner Hoffmann Karl Klöckner                              | 4:56,2 min | Qualifiziert für das Halbfinale |
| 5    | 2    | Schweiz            | Walter Richli Ernst Fuhrimann Albert Kägi Werner Wägelin                                | 4:58,0 min |                                 |
| 6    | 3    | Belgien            | Jean Alexandre Frans Cools Auguste Garrebeek Armand Putzeyse                            | 4:58,2 min |                                 |
| 7    | 1    | Ungarn             | István Liszkay Miklós Németh László Orczán Ferenc Pelvássy                              | 5:03,4 min |                                 |
| 8    | 3    | Dänemark           | Karl August Magnussen Erik Friis Helge Jacobsen Hans Christian Nielsen Arne W. Pedersen | DNF        |                                 |

### Halbfinale
Halbfinale 1
| Rang | Nation          | Athleten                                                    | Zeit       | Anmerkung                             |
| ---- | --------------- | ----------------------------------------------------------- | ---------- | ------------------------------------- |
| 1    | Frankreich      | Robert Charpentier Jean Goujon Guy Lapébie Roger Le Nizerhy | 4:42,4 min | Qualifiziert für das Finale, OR       |
| 2    | Deutsches Reich | Erich Arndt Heinz Hasselberg Heiner Hoffmann Karl Klöckner  | 4:54,6 min | Qualifiziert für das Rennen um Bronze |

Halbfinale 2
| Rang | Nation             | Athleten                                                    | Zeit       | Anmerkung                             |
| ---- | ------------------ | ----------------------------------------------------------- | ---------- | ------------------------------------- |
| 1    | Königreich Italien | Bianco Bianchi Mario Gentili Armando Latini Severino Rigoni | 4:49,2 min | Qualifiziert für das Finale           |
| 2    | Großbritannien     | Harry Hill Ernest Johnson Charles Thomas King Ernest Mills  | 4:53,6 min | Qualifiziert für das Rennen um Bronze |

### Finalrunde
Finale
| Rang | Nation             | Athleten                                                    | Zeit       |
| ---- | ------------------ | ----------------------------------------------------------- | ---------- |
| 1    | Frankreich         | Robert Charpentier Jean Goujon Guy Lapébie Roger Le Nizerhy | 4:45,0 min |
| 2    | Königreich Italien | Bianco Bianchi Mario Gentili Armando Latini Severino Rigoni | 4:51,0 min |

Rennen um Bronze
Drei Runden vor dem Ende des Rennens fiel aus dem deutschen Bahnvierer Hoffmann zurück. Deutschland lag zu diesem Zeitpunkt mit 30 Metern Vorsprung in Führung. Nach der nächsten Ablösung scherte auch Arndt aus. Damit war das Rennen für Deutschland verloren.
| Rang | Nation          | Athleten                                                   | Zeit       |
| ---- | --------------- | ---------------------------------------------------------- | ---------- |
| 3    | Großbritannien  | Harry Hill Ernest Johnson Charles Thomas King Ernest Mills | 4:53,6 min |
| 4    | Deutsches Reich | Erich Arndt Heinz Hasselberg Heiner Hoffmann Karl Klöckner | 4:55,0 min |

## Weblink
- Ergebnisse